# Olympische Sommerspiele 1956/Schwimmen – 4 × 100 m Freistil (Frauen)
Der Staffelwettbewerb über 4-mal 100 Meter Freistil der Frauen bei den Olympischen Spielen 1956 in der australischen Metropole Melbourne wurde am 4. und 6. Dezember im Olympic Swimming Stadium ausgetragen.

## Teilnehmende Nationen
Insgesamt nahmen 44 Schwimmerinnen aus 10 Nationen an dem Wettbewerb teil.
| - Australien (5) - Deutschland (4) - Frankreich (4) - Japan (4) | - Kanada (4) - Südafrikanische Union (4) - Schweden (4) | - Ungarn (4) - Vereinigte Staaten (7) - Vereinigtes Königreich (4) |

## Rekorde

### Bestehende Rekorde
| Weltrekord         | Australien Lorraine Crapp, Dawn Fraser, Faith Leech und Margaret Gibson | 4:19,7 min | Melbourne, Australien | 25. Oktober 1956 |
| Olympischer Rekord | Ungarn Ilona Novák, Judit Temes, Éva Novák und Katalin Szőke            | 4:24,4 min | Helsinki, Finnland    | 1. August 1952   |

### Neuer Rekord
Während des Wettkampfs wurde folgender Rekord aufgestellt:
| Datum   | Rennen | Nation/Namen                                                          | Zeit       | Rekord |
| ------- | ------ | --------------------------------------------------------------------- | ---------- | ------ |
| 6. Dez. | Finale | Australien Dawn Fraser, Faith Leech, Sandra Morgan und Lorraine Crapp | 4:17,1 min | OR/WR  |

## Vorläufe
Am 4. Dezember fanden zwei Vorläufe statt. Die acht schnellsten Staffeln beider Vorläufe qualifizierten sich für das zwei Tage später stattfindende Finale.

### Vorlauf 1
| Rang | Nation                | Namen | Zeit       |
| ---- | --------------------- | --- | ---------- |
| 1    | Südafrikanische Union | Natalie Myburgh (1:07,3 min) Susan Roberts (1:06,5 min) Moira Abernethy (1:08,2 min) Jeanette Myburgh (1:04,8 min)  | 4:26,8 min |
| 2    | Vereinigte Staaten    | Betty Brey (1:07,9 min) Nancy Simons (1:05,5 min) Kay Knapp (1:08,2 min) Marley Shriver (1:05,7 min)                | 4:27,3 min |
| 3    | Deutschland           | Ingrid Künzel (1:07,6 min) Hertha Haase (1:05,5 min) Katharine Jansen (1:07,0 min) Birgit Klomp (1:07,4 min)        | 4:27,5 min |
| 4    | Großbritannien        | Frances Hogben (1:08,3 min) Judith Grinham (1:08,6 min) Margaret Girvan (1:09,3 min) Fearne Ewart (1:07,4 min)      | 4:34,6 min |
| 5    | Frankreich            | Odile Vouaux (1:08,4 min) Viviane Gouverneur (1:10,4 min) Ginette Jany-Sendral (1:10,6 min) Héda Frost (1:07,2 min) | 4:36,6 min |

### Vorlauf 2
| Rang | Nation     | Namen | Zeit       |
| ---- | ---------- | --- | ---------- |
| 1    | Australien | Margaret Gibson (1:06,4 min) Sandra Morgan (1:05,4 min) Dawn Fraser (1:07,3 min) Faith Leech (1:05,9 min)        | 4:25,0 min |
| 2    | Ungarn     | Judit Temes (1:07,1 min) Mária Littomeritzky (1:07,1 min) Katalin Szőke (1:07,0 min) Valéria Gyenge (1:06,9 min) | 4:28,1 min |
| 3    | Kanada     | Virginia Grant (1:06,7 min) Gladys Priestley (1:07,7 min) Sara Barber (1:08,1 min) Helen Stewart (1:06,8 min)    | 4:29,3 min |
| 4    | Schweden   | Anita Hellström (1:08,3 min) Birgitta Wängberg (1:07,7 min) Karin Larsson (1:07,4 min) Kate Jobson (1:06,7 min)  | 4:30,1 min |
| 5    | Japan      | Hitomi Jinno (1:07,8 min) Eiko Wada (1:08,1 min) Yoshiko Sato (1:08,8 min) Yukiko Otaka (1:11,3 min)             | 4:35,8 min |

## Finale

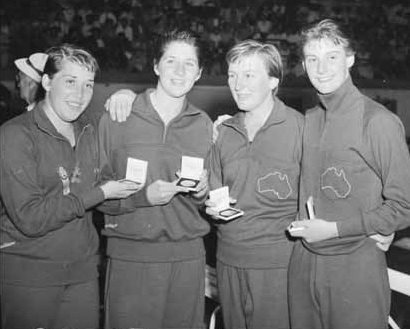
Die Siegerinnen: Sandra Morgan, Dawn Fraser, Lorraine Crapp und Faith Leech (von links)

Das Finale fand am 6. Dezember statt. Die australische Staffel stellte mit 4:17,1 min sowohl einen neuen Weltrekord als auch einen neuen olympischen Rekord auf: Sie verbesserte die Weltrekordzeit um 2,6 und den olympischen Rekord um 7,3 Sekunden.
| Rang | Nation                | Namen | Zeit                  |
| ---- | --------------------- | --- | --------------------- |
| 1    | Australien            | Dawn Fraser (1:04,0 min) Faith Leech (1:05,3 min) Sandra Morgan (1:04,7 min) Lorraine Crapp (1:03,1 min)           | 4:17,1 min Weltrekord |
| 2    | Vereinigte Staaten    | Sylvia Ruuska (1:06,3 min) Shelley Mann (1:03,9 min) Nancy Simons (1:04,6 min) Joan Rosazza (1:04,4 min)           | 4:19,2 min            |
| 3    | Südafrikanische Union | Natalie Myburgh (1:07,7 min) Susan Roberts (1:05,3 min) Moira Abernethy (1:08,0 min) Jeanette Myburgh (1:04,7 min) | 4:25,7 min            |
| 4    | Deutschland           | Ingrid Künzel (1:06,6 min) Hertha Haase (1:06,7 min) Katharine Jansen (1:05,7 min) Birgit Klomp (1:07,1 min)       | 4:26,1 min            |
| 5    | Kanada                | Helen Stewart (1:07,1 min) Gladys Priestley (1:07,1 min) Sara Barber (1:07,5 min) Virginia Grant (1:06,6 min)      | 4:28,3 min            |
| 6    | Schweden              | Anita Hellström (1:08,8 min) Birgitta Wängberg (1:07,7 min) Karin Larsson (1:07,4 min) Kate Jobson (1:06,1 min)    | 4:30,0 min            |
| 7    | Ungarn                | Mária Littomeritzky (1:09,9 min) Katalin Szőke (1:06,7 min) Judit Temes (1:06,7 min) Valéria Gyenge (1:07,8 min)   | 4:31,1 min            |
| 8    | Großbritannien        | Frances Hogben (1:08,8 min) Judith Grinham (1:09,0 min) Margaret Girvan (1:09,4 min) Fearne Ewart (1:08,6 min)     | 4:35,8 min            |